# Индипендънс (окръг, Арканзас)
Вижте пояснителната страница за други значения на Индипендънс.
Окръг Индипендънс (на английски: Independence County) е окръг в щата Арканзас, Съединени американски щати. Площта му е 1999 km², а населението – 36 647 души (2010). Административен център е град Бейтсвил.